# Gelidiella calcicola
Gelidiella calcicola je rijetka vrsta crvene alge iz porodice Gelidiaceae. Prvi put je opisana 1988.

## Opis
Gelidiella calcicola je mala plutajuća alga koja oblikuje uspravne rese na vapnenačkoj podlozi. Naraste do 30 milimetara duljine, a boja joj je tamno crvenkasta. Vrsta je vrlo rijetka, te živi u sublitoralnim područjima i nije lako utvrditi njezinu prisutnost.